# 鉞 (恆星)
雙子座η，又名BD+22 1241，HD 42995、SAO 78135、HR 2216，是雙子座的一颗恒星，视星等为3.28，位于銀經188.85，銀緯2.52，其B1900.0坐标为赤經6h 8m 50.4s，赤緯+22° 2.52′ 9″。